# 掺杂 (半导体)
掺杂是半导体制程中，为纯的本質半導體引入杂质，使之电气属性被改变的过程。此杂质称为掺杂剂（dopant）或掺杂物，而引入的杂质与要制造的半导体种类有关。轻度和中度掺杂的半导体被称作是杂质半导体，而更重度掺杂的半导体则需考虑费米统计律带来的影响，这种情况被称为简并半导体。

## 載流子濃度
摻雜物濃度對於半導體最直接的影響在於其載流子濃度。在熱平衡的狀態下，一個未經摻雜的本征半導體，電子與空穴的濃度相等，如下列公式所示：
{\displaystyle n=p=n_{i}}
对于非本征半导体在热平衡的状态下，这个关系变为(对轻掺杂而言):
{\displaystyle n_{0}\cdot p_{0}=n_{i}^{2}\ }
其中n0是半導體內的電子濃度、p0則是半導體的空穴濃度，{\displaystyle n_{i}}則是本征半導體的載流子濃度。{\displaystyle n_{i}}會隨著材料或溫度的不同而改變。對於室溫下的矽而言，{\displaystyle n_{i}}大約是1.5×1010 cm−3。
通常摻雜濃度越高，半導體的導電性就會變得越好，原因是能進入導帶的電子數量會隨著摻雜濃度提高而增加。摻雜濃度非常高的半導體會因為導電性接近金屬而被廣泛應用在今日的積體電路製程來取代部份金屬。高摻雜濃度通常會在{\displaystyle n}或是{\displaystyle p}後面附加一上標的「+」號，例如{\displaystyle n^{+}}代表摻雜濃度非常高的n型半導體，反之例如{\displaystyle p^{-}}則代表輕摻雜的p型半導體。需要特別說明的是即使摻雜濃度已經高到讓半導體退化為導體，摻雜物的濃度和原本的半導體原子濃度比起來還是差距非常大。以一個有晶格結構的矽本征半導體而言，原子濃度大約是5×1022 cm−3，而一般積體電路製程裡的摻雜濃度約在1013 cm−3至1018 cm−3之間。摻雜濃度在1018 cm−3以上的半導體在室溫下通常就會被視為是一個简并半导体。重摻雜的半導體中，摻雜物和半導體原子的濃度比約是千分之一，而輕摻雜則可能會到十億分之一的比例。在半導體製程中，摻雜濃度都會依照所製造出元件的需求量身打造，以合於使用者的需求。

## 對半導體能帶結構的影響
摻雜之後的半導體能帶會有所改變。依照摻雜物的不同，本征半導體的能隙之間會出現不同的能階。施體原子會在靠近導帶的地方產生一個新的能階，而受體原子則是在靠近價帶的地方產生新的能階。假設摻雜硼原子進入矽，則因為硼的能階到矽的價帶之間僅有0.045電子伏特，遠小於矽本身的能隙1.12電子伏特，所以在室溫下就可以使摻雜到矽裡的硼原子完全解離化。

正向偏置下的PN结，表现为耗尽层变薄。在p端与n端均掺杂1e^{15}/cm^{3}水平，导致内在电势~0.59 V。蓝色实线代表能带,红色虚线代表准费米能级。在p型一侧，准费米能级距价带较近；在n型一侧，准费米能级距离导带较近。

摻雜物對於能帶結構的另一個重大影響是改變了費米能階的位置。在熱平衡的狀態下費米能階依然會保持定值，這個特性會引出很多其他有用的電特性。舉例來說，一個p-n结的能帶會彎折，起因是原本p型半導體和n型半導體的費米能階位置各不相同，但是形成p-n结後其費米能階必須保持在同樣的高度，造成無論是p型或是n型半導體的導帶或價帶都會被彎曲以配合界面處的能帶差異。
上述的效應可以用能帶圖來解釋，如右圖。在能帶圖裡橫軸代表位置，縱軸則是能量。圖中也有費米能階，半導體的本征費米能階（Intrinsic Fermi level）通常以{\displaystyle E_{i}}來表示。在解釋半導體元件的行為時，能帶圖是非常有用的工具。